# Ускоковић
Ускоковић је српско и црногорско презиме. Значајни људи са овим презименом су:
- Алекса Ускоковић (1999), српски кошаркаш
- Драган Ускоковић (1950), српски и црногорски драмски писац
- Мардарије Ускоковић (1889–1935), српски православни епископ
- Милутин Ускоковић (1884–1915), српски писац кратких прича
- Вељко Ускоковић (1971), црногорски ватерполиста